# Luís Dourdil

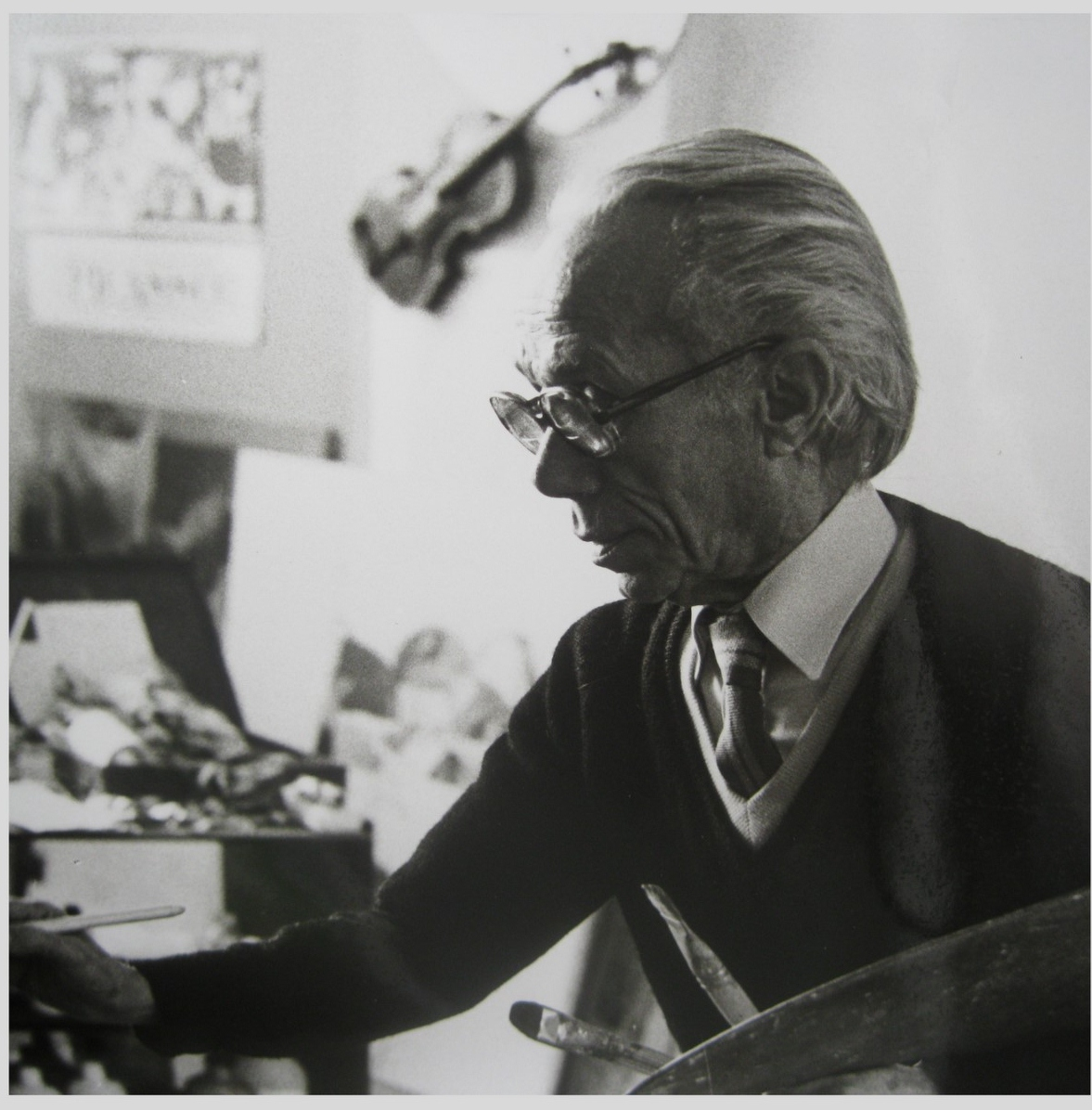
O pintor Luis Dourdil

Luis César Pena Dourdil Dinis, conhecido como Luis Dourdil (Coimbra, 8 de Novembro de 1914 - Lisboa, 1989) foi um pintor, artista gráfico, desenhador e muralista autodidacta português

## Biografia
Nasceu em Coimbra, na Rua do Guedes, freguesia da Sé Velha, em 8 de Novembro de 1914 e faleceu em Lisboa em 1989.
É na adolescência que Luís Dourdil inicia o seu trajecto plástico, sobretudo no desenho. Até aos 30 anos o desenho é a sua matriz – núcleo imaginativo das coisas e dos seres.

## Carreira
A sua temática abrange as gentes anónimas do meio urbano, gentes da ribeira, gentes de Alfama, trabalhadores a preto e branco. O mundo dos humanos constitui o seu apelo.

Nos anos 40, visita várias cidades da Europa e a sua visão emerge, plena de síntese, de acordo coma sua própria concepção plástica.

Nos anos 50, época da maturidade, o pintor capta, definitivamente, os alicerces estruturais e estéticos do seu edifício plástico. O trabalho das tintas moldadas por um tratamento abstractizante  expande-se em manchas, em toques, em planos e breves contrastes, na conjugação discreta mas sólida do mundo já visto e indiscutivelmente de novo dado a ver como facto redescoberto. A suavidade da cor, as sombras, as névoas, as geometrias cénicas.

## Trabalho

### Como muralista
Em 1945 realizou mural de 25m² no hall do Laboratório Sanitas (actualmente no Museu da Farmácia/ANF). Ainda em 1945 executou pintura mural no Foyer de Honra do Cinema Império 16m². Em 1955 executou pintura mural de 48m² também no Cinema Império (actualmente "Café Império") e no Restaurante Panorâmico de Monsanto (50m²) em 1967.
"Desde a monumentalíssima e tão belamente ritmada composição, executada a têmpera na grande tradição do "fresco", (Café Império), até as pinturas bem menores ou simples desenhos, Dourdil foi ritualizando como uma espécie de "promenade" do espectáculo da vida com seres do acaso,"motards",jovens apaixonados,vagabundos,vultos; ou o outro lado da vida,a inteireza de um corpo de peixeira na sua ortogonalidade sensual, diálogos sussurrados, de vendedeiras de mercado, belas como estátuas...Nenhum destes corpos perde alguma vez a majestade da atitude,uma espécie de dignidade clássica que confere o respeito à representação. É este acerto,raro neste tempo em Portugal -só Almada o conseguiu- que surpreende e dá a toda a obra de Dourdil uma excepcional presença no contexto português".

### Como pintor
Luis iniciou sua carreia no figurativismo, e evoluiu depois para representações que o combinam com o abstraccionismo.
"Eu creio que Dourdil andou por estes meandros da "secção de ouro" e da porta da harmonia...Desde a monumentalíssima e tão belamente ritmada composição, executada a têmpera na grande tradição do "fresco", (Café Império),até as pinturas bem menores ou simples desenhos, Dourdil foi ritualizando como uma espécie de "promenade" do espectáculo da vida com seres do acaso,"motards",jovens apaixonados,vagabundos,vultos; ou o outro lado da vida,a inteireza de um corpo de peixeira na sua ortogonalidade sensual, diálogos sussurrados, de vendedeiras de mercado, belas como estátuas(...)"
(...) Na pintura, um dos elementos fundamentais é a cor. A relação formal entre as massas coloridas presentes em uma obra constitui sua estrutura básica, usando o olhar do espectador e propondo-lhe sensações de calor, frio, profundidade, sombra, entre outros.Estas relações estão implícitas na maior parte das obras de Luís Dourdil. Sente-se uma passagem perfeita dos primeiros aos últimos planos, e atinge-se o acordo entre a figura humana e a insolvência atmosférica numa harmonia tão íntima num equilíbrio tão justo, que deixa de ser necessário o contorno que individualiza a figura, para que seja amortecido o rigor do contacto entre o sólido e o fluído"...

### Como desenhista
Em 1966, foi o criador do selo de correio comemorativo do 2º centenário de nascimento de Bocage, selo que circulou até 1973.
Ainda em 1966 desenhou a tapeçaria principal da Catedral de Nossa Senhora da Conceição (Angola), manufaturada na Fabrica de Tapeçarias de Portalegre.
(...) Dourdil na sua oficina de alquimista da paleta tem vindo, a fazer subtis,pacientes experiências.É dos que não dá um quadro por terminado.Cada um deles é uma tentativa "que lhe aconteceu", como diria Pessoa" Na suas telas objectiva o essencial,fugindo a qualquer significado,ao aliciamento do assunto,ao anedótico ilustrativo, principalmente (e nisto com austera humildade) ao narcisismo de cultivar a forma pela beleza formal.É nesse" essencial concentrado", como lhe chamo, que ele procura todo o abstracto que a arte pode conter.(...)

## Exposições
Desde 1935, Luís esteve presente nas seguintes exposições:
"Exposição do Mundo Português, Pavilhão Portugueses no Mundo", 1940
- 3º, 4º e 6º Salões de Arte Moderna, SNBA (respectivamente em 1960, 1961 e 1963);
- Salão de Desenho e Gravura, SNBA, em 1964 e 65;
- "Pintores Figurativos em 5 Colecções", SNBA, decorrente do inventário de colecções particulares de pintura portuguesa da Fundação Calouste Gulbenkian (1969);
- "Lisboa na Obra dos Artistas Contemporâneos", Câmara Municipal de Lisboa, 1971.
- "Exposição 73", SNBA, 1975;
- "Expo-AICA 74", SNBA, 1975;
- "Figuração-Hoje?", SNBA, 1975;
- "Mitologias locais", SNBA, 1977;
- "A Gaveta do Artista II", SNBA, 1986;
- Bienais Internacionais de Arte de Vila Nova de Cerveira (1979 e 1981);
- "27º Aniversário da Fundação Gulbenkian", Centro de Arte Moderna (1983);
- Pintura Portuguesa Galeria Almada Negreiros, Lisboa (1985);
- 50ºAniversário da Vida Literária de Fernando Namora Casino Estoril (1988);
- "Arte Portuguesa-Cascais-88".
- "Arte Moderna Portuguesa", Lund, Suécia (1976);[9]
- "Arte Portuguesa Contemporânea" em Brasília, São Paulo e Rio de Janeiro (1976);[1][9]
- "Exposição de Pintura e Escultura Contemporâneas", Madrid (1977);[9]
- Bienal Ibero-Americana de Desenho, Cidade do México (1980).[9]
- "Galeria de Arte do Casino Estoril Exposição Homenagem de Pintores Portugueses" a Luís Dourdil;1990
- "Galeria 111 Pintura e Desenho", Exposição individual, 1991;
- "Galeria Trem/ Arco, Galeria Municipal de Faro,Exposição individual, 1992;
- "Palácio Galveias/C.M.L. Exposição de Pintura e Desenho, Exposição Individual, 2001;
- "Pintura Portuguesa,  Sec. XX, Museu da Cidade - Sala da Cidade,Coimbra, 2001;
- "Casa da Cerca, C.M.A., O Lápis como instrumento soberano, Exposição Individual, 2002;
- "Galeria Artur Bual C:M:A. Exposição individual "Serena insolvência do corpo", 2013;
- "Arshile Gorky e a Colecção"CAM - Galeria 01- 5 de Junho 2014;
- "Diálogos a Carvão" Exposição de Desenhos/Inauguração do Centenário do pintor, 08/09/2014
- Millennium BCP, Colectiva Arte Partilhada -Arte abstracta em exposição em Torres Vedras, 07/10/2014;
- "Galeria 111 no Porto Exposição Colectiva "Last but not least..."  28/10/2014;
- "Galeria de Arte do Casino Estoril Salão de Outono/ Homenagem a Luís Dourdil, 2014;
- "Palácio Pimenta Memórias da Cidade "As Varinas de Lisboa", Exposição pintura desenho e fotografia, 01/2015;
- "Sociedade Nacional de Belas Artes "Beleza e Tragédia em Luís Dourdil/Centenário, 2015;
- "Cem Anos de Dourdil"Galeria Municipal dos Paços do Concelho Exposição individual "A Pintura Antes de Tudo 1", 09/07/2015;
- "Museu Municipal de Coimbra Edifício Chiado" Exposição individual "A Pintura Antes de Tudo 2", 12/09/2015;
- "Museu Municipal Santos Rocha, Figueira da Foz, Exposição individual "A Pintura Antes de Tudo 3" 14/11/2015:
- "Auditório Adriano Moreira Seminário “A pintura mural em Luís Dourdil” de la Sección de Estudios do Patrimonio de la Sociedade de Geografia de Lisboa (Portugal) 12/11/2015;
- "Museu da Farmácia em Lisboa,  Exposição de desenhos e Palestra"Em torno do Centenário do pintor, 28 de Maio de 2015;

## Cargos e Prémios
Ocupou cargos directivos na Sociedade Nacional de Belas Artes (1957-1963). Prémio de Desenho da Casa da Imprensa Lisboa (1965) e 1º prémio de Pintura (Secretaria de Estado da Cultura), na exposição de homenagem dos artistas portugueses a Almada Negreiros (1984).
"O seu nome faz parte da Toponímia de: Almada (Freguesia da Charneca de Caparica); Cascais; Lisboa (Freguesia de Marvila. Edital de 26-12-2001); Seixal (Freguesia de Fernão Ferro); Sesimbra.
"Atribuição do topónimo "Largo Luís Dourdil"  pela C.M.L., em 2007;
"Nexo da pintura Mural na Obra de Luís Dourdil" In rossio.estudos de Lisboa nº 5 Junho 2015 texto da autoria de Maria Teresa Bispo;
"Escala e Verticalidade da Pintura Mural em Luís Dourdil" Centro Cultural de Belém, Sala Almada Negreiros, Revista ARTIS, Nº 3  Outubro de 2015  Um relevante texto acerca da obra e da pintura mural de Luís Dourdil foi objecto de estudo da historiadora Maria Teresa Bispo
"Assembleia da Republica na sala do Senado, 29 de Maio cerimónia de entrega dos prémios Nacionais de Museologia APOM-2015 Luís Dourdil foi agraciado com o Prémio" Parceria" Câmara Municipal de Lisboa  - Café Império.